# Богдан Хмељницки
Богдан Хмељницки (укр. Богдан Хмельницький; око 1595 — Чигирин, 6. август 1657) је био aтaман запорошких козака у Украјини. Предводио је побуну против магната Пољско-литванске уније од 1648. до 1654. године. Циљ му је био да створи независну козачку државу. Са царском Русијом је склопио 1654. споразум о заједничком цару, па је тако Украјина уједињена са Русијом.

## Детињство и младост
Рођен је вероватно у селу Суботов близу Чихирина у Украјини. Није потпуно сигурно да је Богдан био припадник шљахте. Богдан се сматрао племићем. За време побуне истицао је козачко порекло своје мајке. Образовао се у кијевској школи православног братства, а наставио је образовање на пољском и језуитском колеџу, могуће у Јарославу, али вероватније у Лавову. Када је завршио школовање имао је широко знање светске историје, а научио је пољски и латински. Касније је поред тих језика научио турски, татарски и француски. За разлику од већине језуитских студената остао је веран православној вери.

## У козачкој служби
Након завршетка школовања започео је службу као козак. Већ 1619. он и његов отац су били послани у Молдавију у рат, који је Пољско-литванска унија водила против Османског царства. Прва битка завршила је трагичним исходом. У бици код Туторе 1620. отац му је убијен, а Богдан је заробљен. Две године је провео у заробљеништву у Цариграду.
Нема јасног доказа како је изашао из заробљеништва, да ли бегом или откупом.
По повратку Богдан Хмељницки је водио очево имање и постао је регистрован козак у чихиринској пуковнији. Богдан је унапређиван у пуковнији, тако да је постао пуковнијски писар. Поседовао је преговарачки дар, тако да су га козаци поставили 1637. у делегацију, која је отишла код краља Пољске Владиславу IV да тражи одређена права. Служио је у војсци хетмана Станислава Конецполског и учествовао је у походу у коме је Богданова пуковнија била заслужна за победу над Татарима 1644. године.

## Афера Чапљински
Након смрти Станислава Конецполског, који се лепо понашао према козацима, његов наследник се грубо односио, па је захтевао имање Богдана Хмељницкога тврдећи да је његово. Богдан је узалуд писао многим представницима пољског краља настојећи да нађе заштиту и правду. При крају 1645. старешина места Данијел Чапљински је добио инструкције од магната Александра Конецполског да одузме Богдану имање. Богдан је успео да дође до самог краља Владислава IV Васе и добије његову подршку. Међутим ни то му није много вредело, јер је у то доба безакоње на источним границама било тако велико да се краљ није могао да улази у сукоб са локалним магнатима. Данијел Чапљински је стао да малтретира Богдана Хмељницкога, правио му штете на имању, претукао сина, док га није 1647. истерао са имања. Богдан се преселио код рођака. Поново је отишао код краља, који није био спреман да улази у сукоб са магнатом. Поред губитка имања умрла му је и прва жена, па је остао сам са децом. Убрзо се поново оженио. Покушавао је и даље безуспешно да нађе правду.
Сретао се више пута са пољским службеницима са којима се дискутовао рат козака са Татарима. Покушавао је да код њих представи свој случај, али и даље безуспешно. После тога окренуо се својим пријатељима козацима. Пољаци су нанели много неправди козацима не само у том подручју, него и у многим другима. Током јесени 1647. путовао је од једне до друге пуковније и сретао се са козачким вођама у целој Украјини. Његова активност је постала сумњива пољским властима, које су већ имале проблема са побунама козака. Ухапсили су га, а Конецполски је захтевао да га стрељају, али козачки пуковник је пустио Богдана. Богдан Хмељницки се са делом поборника упутио у Запорошку Сеч.

## Побуна
Пољско-литванска унија је остала унија Пољске и Литваније, али значајан део православног становништва је био обесправљен. Пољски магнати су их злостављали, а бес православног становништва је био усмерен на јеврејске трговце, који су водили имања пољских магната у име њих. Појава контрареформације додатно је погоршала односе православне и католичке цркве. Многи православни су покушај уније из Бреста видели као опасност за своју православну цркву. Католичка црква је створила унију из Бреста са намером да одвоји православно становништво Украјине од православне цркве. За то је осмишљена унијатска гркокатоличка црква.

## Почетни успеси
При крају године Хмељницки је са 300-500 бораца уз помоћ козака разоружао мању пољску јединицу 25. јануара 1648. и преузео је Запорошку Сеч, у естуарију реке Дњепар. Пољаци су покушали да заузму то подручје, али одбијени су, јер се побуни прикључило још козака. Козачка скупштина је јануара 1648. изабрала Богдана Хмељницког за хетмана. Козаци су разаслали хетманова писма по целој Украјини. Позивали су козаке и православно становништво да се придружи побуни. Дали су се у набавку и прављење оружја. Послали су изасланство кримском кану.
У почетку Пољаци су превише олако схватили побуну. Пољаци су захтевали да им козаци испоруче вођу и да се разиђу. Козаци су захтевали:
- обнову старих козачких права
- заустављање гркокатоличке цркве
- право да се постављају православне вође у пуковнијама
- да пољско-литванска војска напусти Украјину

Прва велика битка је била 16. маја 1648 — битка код Жуте воде, у којој су козаци уз помоћ Татара нанели Пољацима тежак пораз. Још једном су их победили 26. маја 1648. године. Козаци су побеђивали захваљујући дипломатској и војној вештини Хмељницкога. После успеха све већи број козака је прелазио на његову страну. Велики дипломатски успех је представљала и подршка кримског кана.

## Успостављање козачког хетманата
Велики успех је представљао улазак у Кијев, где је слављен као Мојсије, спасилац и ослободилац народа од пољског ропства. У фебруару 1649. током преговора са пољском страном постало је јасно да се Хмељницки представља не само као вођа запорошких козака, него и као вођа Украјине. Након периода почетних војних успеха започео је са изградњом државе. Изграђивала се војска, државна администрација, државне финансије, економија и култура. Запорошка Сеч под заповедништвом хетмана је постала врховна власт у Украјини. Козачки пуковници, официри и војни команданти створили су нову елиту козачке државе.

## Компликације
Након почетних успеха ни козаци ни Пољаци нису имали довољно снаге да победе непријатеља. Уследио је неколико периода ратовања. Било је ту неколико мировних споразума, али ниједна страна се није тога много држала. Од пролећа 1649. Пољаци су постали успешнији. Мир потписан августа 1649. није био повољан за козаке. Татари су издали козаке 1651. тако да су тешко поражени у јуну 1651. године. Тада је убијено око 30.000 козака, а после тога је уследио неповољан мировни споразум. Споразум је поново нарушен, па је уследило раздобље непрекидног ратовања. Кримски канат је играо кључну улогу. Није допуштао ниједној страни да победи, јер им није одговарала ни снажна козачка држава, а ни јака Пољска.
Хмељницки је започео да тражи савезника. Иако су козаци били де факто независни од Пољске потребан им је био легитимитет, који су могли добити од страног цара. Најпре је покушао са Османским царством 1651, али султан им је нудио да буду вазали, а осим тога идеја о муслиманском монарху није била добродошла код православног становништва. Друга могућност је била Московска Русија. Били су исте православне вере, једино су се уздржавали од сукоба. Руски цар је био опрезан и чекао је. Више пута га је хетман звао позивајући се на православну веру, али чекао је све док није запретило да ће се створити отоманско-козачки савез.

## Савез са Московском Русијом
После серије преговора Украјина је прихватила цара Московске Русије. Козачка скупштина је 18. јануара 1654. прихватила споразум из Перејаслава. Алексеј I, цар Русије је тиме у саставу Русије имао Украјину, тј бившу Кијевску Русију. Хмељницки је тим споразумом добио заштиту страног цара, а руски цар је ојачао позицију и утицај у регији.
Геополитичка мапа региона се изменила. Татари из Кримског Каната су прешли на страну Пољака, тако да се рат интензивирао. Татари више нису били уздржани. Татарски упади су похарали читава подручја Украјине, која после тога остају готово без становништва. Козаци су уз помоћ руске војске нападали пољске поседе у Белорусији, а у пролеће 1654. заузели су велике делове пољских територија. У рат је ушла и Шведска, у почетку највише против Пољака. Када се Пољско-литванска унија нашла на ивици колапса у рат је ушла Трансилванија на страни козака.
Шведска се окренула против Русије, а то је био проблем за Хмељницкога, јер је био склопио савезништво са Шведском. Порасла је напетост између цара Русије и Хмељницкога. Цар је са Пољацима закључио сепаратни мир, па је Богдан оптужио цара да крши споразум из Перејаслава. Козаци и Трансилванци су претрпјели неколико пораза у Пољској. Појавила се и побуна козака у Украјини, а Татари су се спремали да нападну козаке.
Хмељницки је био болестан и умро је од излива крви у мозак 27. јула 1657. године.

## Успомена на Хмељницкога

### У украјинској историји
У Украјини се сматра националним херојем и оцем нације. Његова слика је на новчаницама. Постоји и део критичара његове улоге због савеза са Русијом.

### У пољској историји
У пољској историји је негативно оцртаван. Побуна из 1648. представљала је крај златног раздобља Пољско-литванске уније. Многи оптужују Хмељницкога за слабљење Пољске. Неки, као пољски књижевник Хенрик Сјенкјевич нуде поједностављен приказ да је Хмељницки био мотивисан особним нетрпељивостима и разлозима за побуну. Његова књига представља величање пољске стране и приказ козака са гледишта пољске шљахте.

### У руској и совјетској историји
У руској историографији се наглашава чињеница да је Хмељницки ушао у унију са руским царем са жељом да поново уједини Украјину и Русију. То се слаже са службеном теоријом да је Москва наследник Кијевске Русије. Хмељницки је руски национални херој, јер је ујединио Русију и Украјину.

### У јеврејској историји
Хмељницки је рекао народу да су га Пољаци продали у руке Јевреја, који су проклети. Козаци су убили много Јевреја (1648—1649). Нема слагања о прецизном броју убијених, него се процене крећу од десетака хиљада до сто хиљада или више.